# Balmes terissinus
Balmes terissinus is een insect uit de familie Psychopsidae, die tot de orde netvleugeligen (Neuroptera) behoort. De soort komt voor in China.